# Chiesa di Santa Maria (Paesana)
La chiesa di Santa Maria è la parrocchiale di Paesana, in provincia di Cuneo e diocesi di Saluzzo; fa parte della zona pastorale di Barge, Bagnolo Piemonte e Valle Po.

## Storia
La prima citazione di un luogo di culto a Paesana dedicato alla Beata Vergine Maria risale al 1075.
La torre campanaria venne interessata da un intervento di rimaneggiamento nel 1760, allorché si provvide a sopraelevarla; alcuni anni dopo, tra il 1772 e il 1796 la parrocchiale venne ricostruita in stile barocco.
Negli anni novanta la chiesa fu adeguata alle norme postconciliari mediante l'aggiunta dell'ambone e dell'altare rivolto verso l'assemblea.

## Descrizione

### Esterno
La facciata a salienti della chiesa, rivolta a ponente, si compone di tre corpi, ognuno dei quali suddiviso da una cornice marcapiano in due registri e scandito da lesene; la parte centrale, coronata dal timpano triangolare, presenta il portale d'ingresso e un rosone di forma ovale, mentre le due ali laterali, più arretrate, sono caratterizzate dagli ingressi secondari.
Annesso alla parrocchiale è il campanile a base quadrata, la cui cella presenta su ogni lato una bifora ed è coronata dalla guglia.

### Interno
L'interno dell'edificio è suddiviso da pilastri sorreggenti degli archi in tre navate, di cui la centrale è coperta da volte a crociera; al termine dell'aula si sviluppa il presbiterio, rialzato di due gradini, ospitante l'altare maggiore e chiuso dall'abside semicircolare.